# ماراتن پاییزی
ماراتن پاییزی (روسی: Осенний марафон) فیلمی در ژانر درام و کمدی به کارگردانی گیورگی دانلیا است که در سال ۱۹۷۹ منتشر شد.

## خلاصه فیلم
یک معلم مدرسه به همسر خود خیانت کرده و درباره آن به همسر خود دروغ می‌گوید و...